# Sydkoster

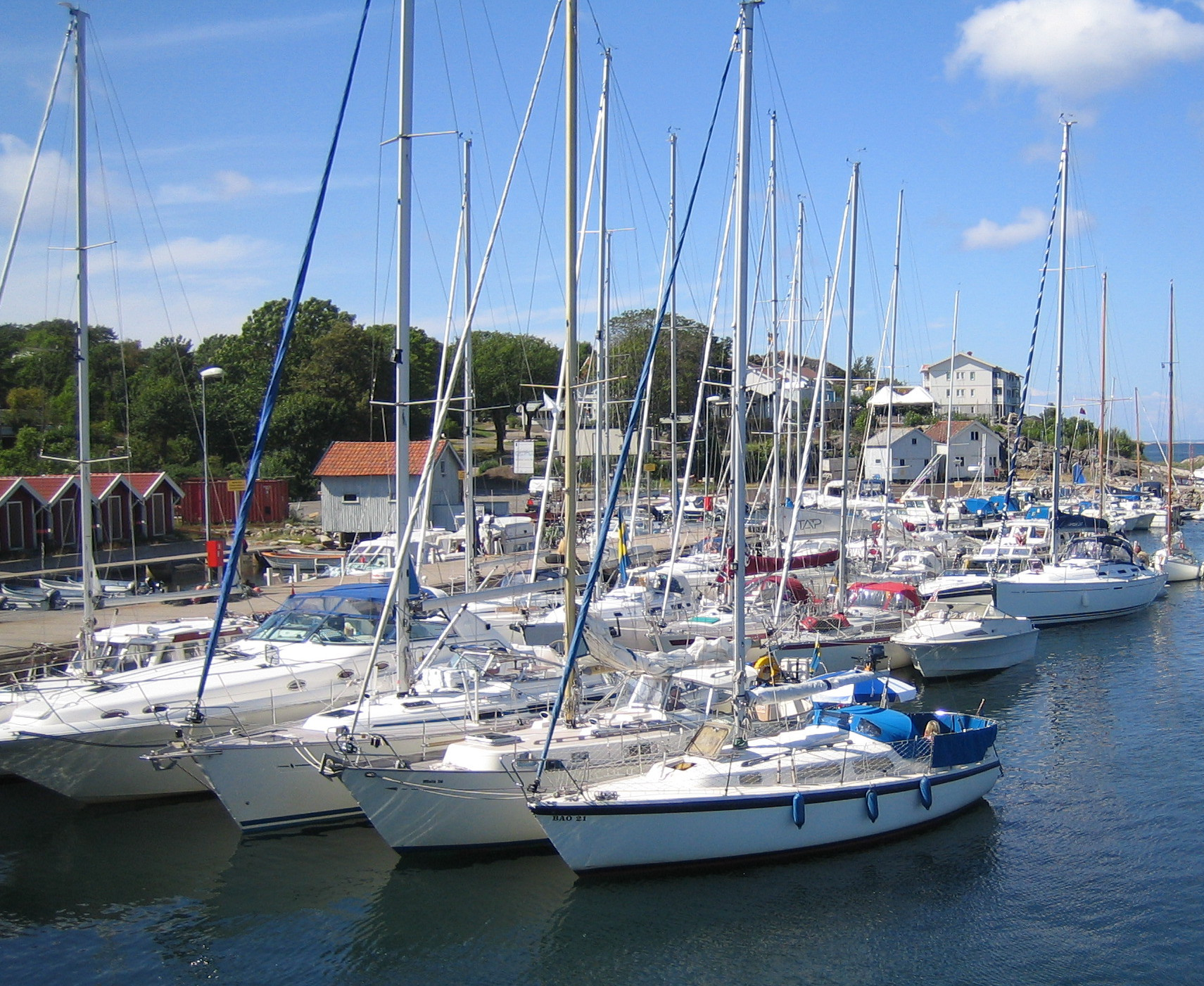
Ekenäs på Sydkoster.

Sydkoster är en ö i ögruppen Kosteröarna i Tjärnö socken i Strömstads kommun, belägen sydväst om Strömstad på Sveriges västkust.

## Historia
Enligt sägnen befolkades ön på 1300-talet av människor på flykt undan digerdöden. PÅ 1600-talet fanns här sex gårdar, och 1754 hade Syd- och Nordkoster tillsammans 54 invånare. Under 1800-talet fick fisket sin stora uppblomstring och öns befolkning steg. Kosterbåten sägs ha utvecklats av den legendariske skeppsbyggaren Tomas i Kile på 1800-talet och byggdes vid varvet på Sydkoster. Till skillnad från många av de övriga öarna längs bohuskusten kombinerade de flesta av öborna fisket med jordbruk. Jordbruket hade sin blomstringstid på 1930-talet då det fanns 30 hästar och 130 kor på ön. Sydkoster är även ett populärt turistmål, redan i slutet av 1800-talet började stadsbor att söka sig hit, August Strindberg besökte ön 1889. Sedan slutet av 1800-talet har befolkningen minskat, dock inte lika dramatiskt som på många andra öar. 1917 bodde här 323 invånare, en bottennotering nåddes 1975 med 215 invånare. Det har sedan ökat något och 2012 bodde 238 personer på ön.

## Geografi
Sydkoster är, med en area på 8 kvadratkilometer, den största av Kosteröarna. Ön präglas av lummig växtlighet med barrskog, lövskog och ljunghedar. Den högsta punkten på Sydkoster är Valfjället, en bergstopp som nås genom en lång trappa.
Tilläggsplatserna för färjetrafiken på Sydkoster är Långegärde vid Kostersundet, Ekenäs och Kilesand. Sydkoster skiljs från Nordkoster av det cirka 2 kilometer långa, 100–300 meter breda Kostersundet.

## Bebyggelse
Vid Valfjällets fot ligger Kosters kyrka, som uppfördes 1938–1939 efter ritningar av slottsarkitekt Knut Nordenskjöld. Byggnaden har en stomme av trä och i väster finns ett kyrktorn med hög tornspira som kröns med kors och krona. Centralt på Sydkoster finns öarnas enda året runt-öppna mataffär. Här finns även skola, post och brandstation. Hembygdsmuseet Sibirien ligger vid Långegärde brygga.
På nordöstra delen har bebyggelsen avgränsats till en småort benämnd Ekenäs.